# Wu Šeng-li
Wu Šeng-li (čínsky pchin-jinem Wú Shènglì, znaky 吴胜利; * srpen 1945) je čínský admirál ve výslužbě, který v letech 2006–2017 sloužil jako velitel námořnictva Čínské lidové osvobozenecké armády. Před tím sloužil jako zástupce náčelníka generálního štábu Čínské lidové osvobozenecké armády, velitel Jihomořské floty a rektor Talienské námořní akademie.
Čínské námořnictvo během jeho velení započalo postupnou transformaci z původně pobřežního loďstva na loďstvo oceánské a zažilo několik svých prvenství, včetně první účasti na protipirátských operacích v Adenském zálivu v roce 2008, první evakuaci cizinců ve vzdálené zemi (Libye, 2011) a zařazení do služby první čínské letadlové lodě (Liao-ning, 2012).
V letech 2007-2017 byl členem ústřední vojenské komise Komunistické strany Číny a 17. a 18. ústředního výboru Komunistické strany Číny.

## Životopis
Wu Šeng-li se narodil v srpnu 1945 v okrese Wu-čchiao, na jihu městské prefektury Cchang-čou v provincii Che-pej. Jeho otec Wu Sien (吴宪) byl politický komisař Čínské dělnicko-rolnické Rudé armády během druhé čínsko-japonské války a čínské občanské války. Později, během Maovy éry, byl starosta města Chang-čou a viceguvernér provincie Če-ťiang. Vzhledem ke svému rodinnému původu je tedy Wu Šeng-li v čínské politické terminologii považován za tzv. „princátko“.
V srpnu 1964 vstoupil devatenáctiletý Wu Šeng-li do čínského námořnictva a do Komunistické strany Číny. V roce 1966 dostudoval oceánografii na Vysoké škole zeměměřičství a kartografie Čínské lidové osvobozenecké armády – tedy těsně předtím, než vypukla Kulturní revoluce, během které bylo zrušeno prakticky veškeré vyšší vzdělávání. V dalším vzdělávání pokračoval teprve až v roce 1972, kdy nastoupil na kapitánský kurz v Talienské námořní akademii.
V sedmdesátých a osmdesátých letech sbíral zkušenosti jako kapitán fregat a torpédoborců. V letech 1984-1992 sloužil jako zástupce velitele Šanghajské námořní základny, jedné ze základen Východomořské floty. V té době byl Šanghajským stranickým tajemníkem Ťiang Ce-min, pozdější prezident Číny, a je možné, že spolu navázali bližší styky. V roce 1992 se Wu Šeng-li stal náčelníkem štábu Fuťienské podpůrné základny Jihomořské floty. O dva roky později, ve svých 49 letech, byl jmenován rektorem (velitelem) Talienské námořní akademie, nejvyšší vzdělávací instituce pro důstojníky hladinových plavidel čínského námořnictva a své alma mater. Zároveň byl povýšen do hodnosti kontradmirála.
Roku 1998 byl jmenován zástupcem velitele Východomořské floty a roku 2002 velitelem Jihomořské floty. O rok později byl povýšen do hodnosti viceadmirála. V roce 2004 se přesunul do Pekingu poté, co byl jmenován zástupcem náčelníka generálního štábu Čínské lidové osvobozenecké armády. V roce 2006 byl Wu Šeng-li jmenován v pořadí 7. velitelem Námořnictva ČLOA poté, co jeho předchůdce, admirál Čang Ting-fa, byl nucen post opustit kvůli smrtelné nemoci. Roku 2007 byl povýšen do hodnosti admirála.
Wu Šeng-li se stal velitelem čínského námořnictva v době, kdy započalo transformaci ze síly úzce zaměřené na pobřežní obranu na postupně se formující expediční loďstvo. Během jeho působení také expandující čínské námořní zájmy přispívaly k nárůstu napětí v oblasti západního Pacifiku. Za Wu Šeng-liho zažilo čínské námořnictvo několik svých „poprvé“: první účast na protipirátských operacích v Adenském zálivu v roce 2008, první evakuace cizinců ve vzdálené zemi (Libye, 2011) a zařazení do služby první čínské letadlové lodě (Liao-ning, 2012).
V letech 2007-2017 byl členem ústřední vojenské komise Komunistické strany Číny a 17. a 18. ústředního výboru Komunistické strany Číny. V letech 2008-2013 byl delegátem (poslancem) ČLOA do Všečínského shromáždění lidových zástupců, čínského parlamentu.
Jako bývalý čelný představitel ČLOA byl v roce 2020 v rámci protikorupčních opatření čínské komunistické strany podroben auditu.

## Kariérní postup
- 1988: ta-siao (大校 ~ starší kapitán, či komodor jako nevlajková hodnost)
- 1994: šao ťiang (少将 ~ kontradmirál)
- 2003: čung ťiang (中将 ~ viceadmirál)
- červen 2007: šang ťiang (上将 ~ admirál)